# Lipowa (Nysa)
Pour les articles homonymes, voir Lipowa.
Lipowa est une localité polonaise de la voïvodie d'Opole et du powiat de Nysa.